# Поль Жиністі
Поль Жиністі (фр. Paul Ginisty; 4 квітня 1855, Париж — 1932) — французький письменник, бібліограф, журналіст, літературний і театральний критик.

## Життєпис
Бібліографічні нариси та історичні розвідки, надруковані в різних журналах, видавалися щорічними випусками під назвою «Année littéraire» (1885—1893). Випустив кілька поетичних збірок (Паризькі ідилії, 1881), збірок новел (Любов проходить — проходить все, 1885), драм і комедій, а також романів, більшість яких — з життя театру. Публікував записки актрис театру і цирку — Розалі Дюте, мадам Саки та ін. Сам залишив кілька мемуарних книг. Передмову до книги його оповідань «Любов утрьох» (1884) написав Мопассан; Мопассан також присвятив Жіністі новелу «Мій дядько перебуваю».
Під час коронації Олександра III (1883) у московському Кремлі Жиністі був присутній на ній, як кореспондент «Gil Blas».
1896—1906 — керував театром Одеон, кілька місяців — разом з Андре Антуаном.
1919 — очолив комісію Міністерства народної освіти та витончених мистецтв з нагляду за кінопродукцією — ця сторона його діяльності (про неї пише у своїй Історії кіно Жорж Садуль) викликала протест з боку багатьох представників культури.

## Інсценування
1888 — Жиністі разом з журналістом Гюгом Ле Ру (фр. Hugues Le Roux Hugues Le Roux) поставив на сцені паризького театру Одеон драму у 5 діях «Crime et Châtiment» — переробку «Злочину та кари» Достоєвського. Пізніше переробив для сцени роман Стендаля Пармская обитель (1919). П'єси Жиністі ставили Андре Антуан, Орельєн Люнье-За та ін. На вірш Жиністі «Слов'янська пісня» написала музику Сесіль Шамінад.

## Деякі життєписи
- Les Idylles parisiennes. Paris: P. Ollendorff, 1881
- La Marquise de Sade. Paris: Charpentier, 1901
- Paris intime en Révolution: ouvrage orné de gravures et de documents de l'epoque. Paris: Librairie Charpentier et Fasquelle, 1904
- La vie d'un théâtre. Paris: C. Delagrave, 1906
- Mémoires d'anonymes et d'inconnus (1814—1850). Paris: C. Delagrave, 1907
- Lucinde: roman de théâtre. Paris: Éd. du «Monde illustré», 1907
- Francine, actrice de drame: roman de la vie théâtrale. Paris: E. Fasquelle, 1909
- Mémoires et souvenirs de comédiennes (XVIIIe siècle). Paris: Louis-Michaud, 1914
- Anthologie du journalisme du XVIIe siècle à nos jours. Paris: Delagrave, 1917 (перевид. 1920, 1933)
- Au seuil du bonheur: roman. Paris: E. Flammarion, 1923.
- Les Nids d'aigles: roman. Paris: E. Flammarion, 1924
- Les anciens boulevards. Paris: Hachette, 1925
- Tiberge: roman. Paris: E. Flammarion, 1927
- Eugène Sue. Paris: Berger-Levrault, 1929
- Le Crime des deux comédiens: roman. Paris: les Éditions de France, 1929
- Souvenirs de journalisme et de théâtre. Paris: les Éd. de France, 1930